# Нарко: Мексика
«Нарко: Мексика» (ісп. Narcos: Mexico) — американський телесеріал, випущений студією Netflix 16 листопада 2018 року. Творцями серіалу виступили Кріс Бранкато, Карло Бернард і Даг Міро.
Спочатку проект планувався як 4-й сезон «Нарко», але в підсумку став окремим серіалом. Події розгортаються, в основному, в Мексиці і присвячені торгівлі наркотиками і нарковійні.
5 грудня 2018 року серіал був продовжений на 2-й сезон. Прем'єра другого сезону відбулася на Netflix 13 лютого 2020 року.

## Сюжет
Дія 1-го сезону відбувається в 1980-х роках, в Мексиці. Сюжет розгортається навколо протистояння УБН і тільки-но зароджених мексиканських наркокартелів. Головними дійовими особами є агент УБН Кікі Камарена (Майкл Пенья) і лідер картеля Гвадалахари Мігель Анхель Фелікс Гальярдо (Дієго Луна).

## У ролях
- Майкл Пенья — Кікі Камарена, агент УБН
- Дієго Луна — Мігель Анхель Фелікс Гальярдо, лідер картеля Гвадалахари
- Теноч Уерта Мехія — Рафаель Каро Кінтеро[en]
- Алісса Діас — Міка Камарена
- Хоакін Косіо[en] — Ернесто «Дон Нето» Фонсека Каррільо[en]
- Хосе Марія Яспік[en] — Амадо Каррільо Фуентес
- Метт Летчер — Хайме Кьюікендалл
- Тереза Руїс — Ізабелла Баутіста
- Аарон Стетон — Бутч Сірс
- Ленні Джейкобсон[en] — Роджер Кнепп
- Ернесто Альтер[en] — Сальвадор Осуна Нава
- Тесса Іа — Софія Конеса
- Алехандро Едда — Хоакін «Ель чапо» Гусман Лоера
- Альфонсо Досаль[en] — Бенджамін Арельяно Фелікс
- Кларк Фріман — Ед Хіт
- Фермін Мартінес — Хуан «Ель Azul» Хосе Морено Еспаррагоса[en]
- {Фернанда Уррехола — Марія Ельвіра
- Херардо Тарасена[en] — Пабло Акоста Вільярреаль
- Горка Ласаоса — Ектор Луїс Пальма Саласар
- Гільєрмо Вільєгас — Семмі Альварес
- Гораціо Гарсія Рохас — Томас Морлет
- Джекі Ерл Гейлі — Джим Фергюсон
- Мануель Масальва — Рамон Арельяно Фелікс[en]
- Тереса Руїс — Ісабелла Баутіста
- Юл Васкес — Джон Гевін
- Хуліо Сесар Седільо[en] — Гільєрмо Гонсалес Кальдероні[en]
- Скут Макнейрі — Волт Бреслін
- Вагнер Моура — Пабло Ескобар
- Альберто Амман — Елмер «Пачо» Еррера[en]
- Франсиско Деніс[en] — Мігель Родрігес Орехуела[en]
- Пепе Рапасоте — Хосе «Чепе» Сантакрус Лондоні
- Хорхе А. Хіменес — Роберто «Отрута» Рамос
- Хуліан Діас — Черниш
- Ерік Ланж — Білл Стечнер
- Брайан Баклі — Джон Клей Вокер[en]

## Виробництво
Виробництво 4-го сезону серіалу «Нарко» почалося в кінці 2017 року. 18 липня 2018 року компанія Netflix оголосила, що 4-й сезон «Нарко» буде самостійним проектом і вийде під назвою «Нарко: Мексика».
У грудні 2017 року Майкл Пенья і Дієго Луна були оголошені виконавцями головних ролей. Через кілька днів до акторського складу приєднався Метт Летчер. У травні 2018 року до складу приєдналися Теноч Уерта Мехія, Хоакін Косіо, Тереса Руїс, Алісса Діаз і Хосе Марія Яспік.
Прем'єрний показ серіалу відбувся 16 листопада 2018 року.

## Показ в Україні
В Україні серіал транслювався на каналах 2+2, НТН та УНІАН. Серіал.

## Розбіжності
На відміну від серіалу, в реальності Фелікс Гальярдо особисто наказав захопити Кікі Камарену.

## Нагороди та номінації
| Нагороди і номінації телесеріалу «Нарко: Мексика» | Нагороди і номінації телесеріалу «Нарко: Мексика»                                                  | Нагороди і номінації телесеріалу «Нарко: Мексика»                       | Нагороди і номінації телесеріалу «Нарко: Мексика» | Нагороди і номінації телесеріалу «Нарко: Мексика» |
| Премія                                            | Категорія                                                                                          | Ім'я                                                                    | Результат                                         |                                                   |
| ------------------------------------------------- | -------------------------------------------------------------------------------------------------- | ----------------------------------------------------------------------- | ------------------------------------------------- | ------------------------------------------------- |
| Critics' Choice Movie Awards 2018 (англ.)         | Краща чоловіча роль у драматичному серіалі                                                         | Дієго Луна                                                              | Номінація                                         |                                                   |
| Motion Picture Sound Editors 2019                 | Outstanding Achievement in Sound Editing — Dialogue and ADR for Episodic Long Form Media Broadcast | Ренді Акерсон, Томас Уайтінг, Давид Паділья (за 8-й епізод 1-го сезону) | Номінація                                         |                                                   |
| Премія Гільдії сценаристів США 2018               | Episodic Drama                                                                                     | Ерік Ньюман, Клейтон Трасселл (за 1-й епізод 1-го сезону)               | Номінація                                         |                                                   |